# Talipariti hamabo
Talipariti hamabo är en malvaväxtart som först beskrevs av Philipp Franz von Siebold och Zucc., och fick sitt nu gällande namn av Paul Arnold Fryxell. Talipariti hamabo ingår i släktet Talipariti och familjen malvaväxter. Inga underarter finns listade i Catalogue of Life.

## Bildgalleri

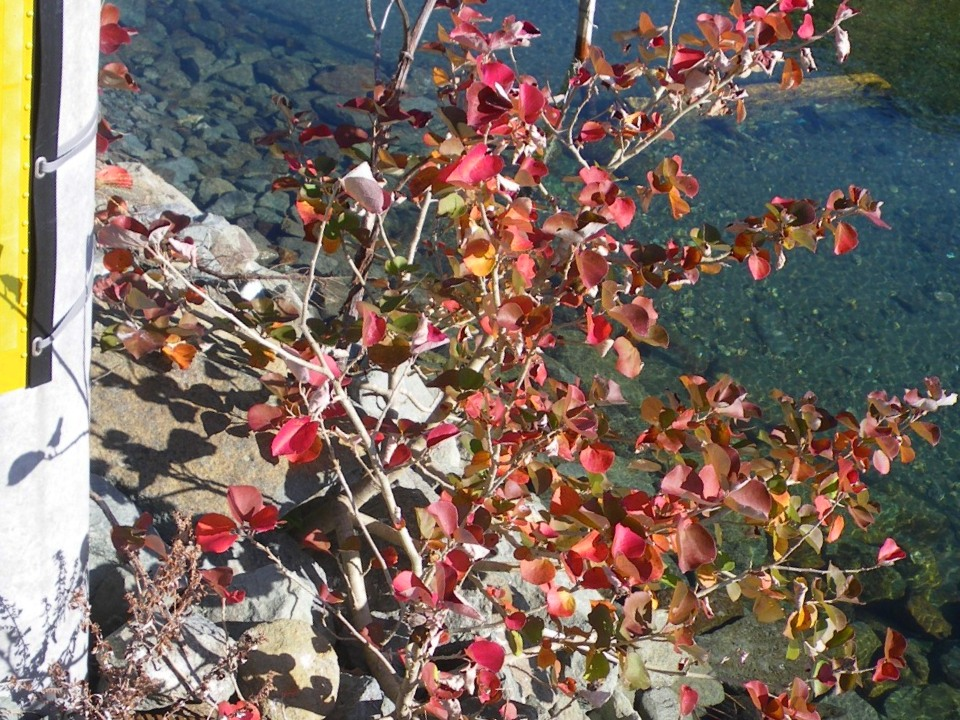
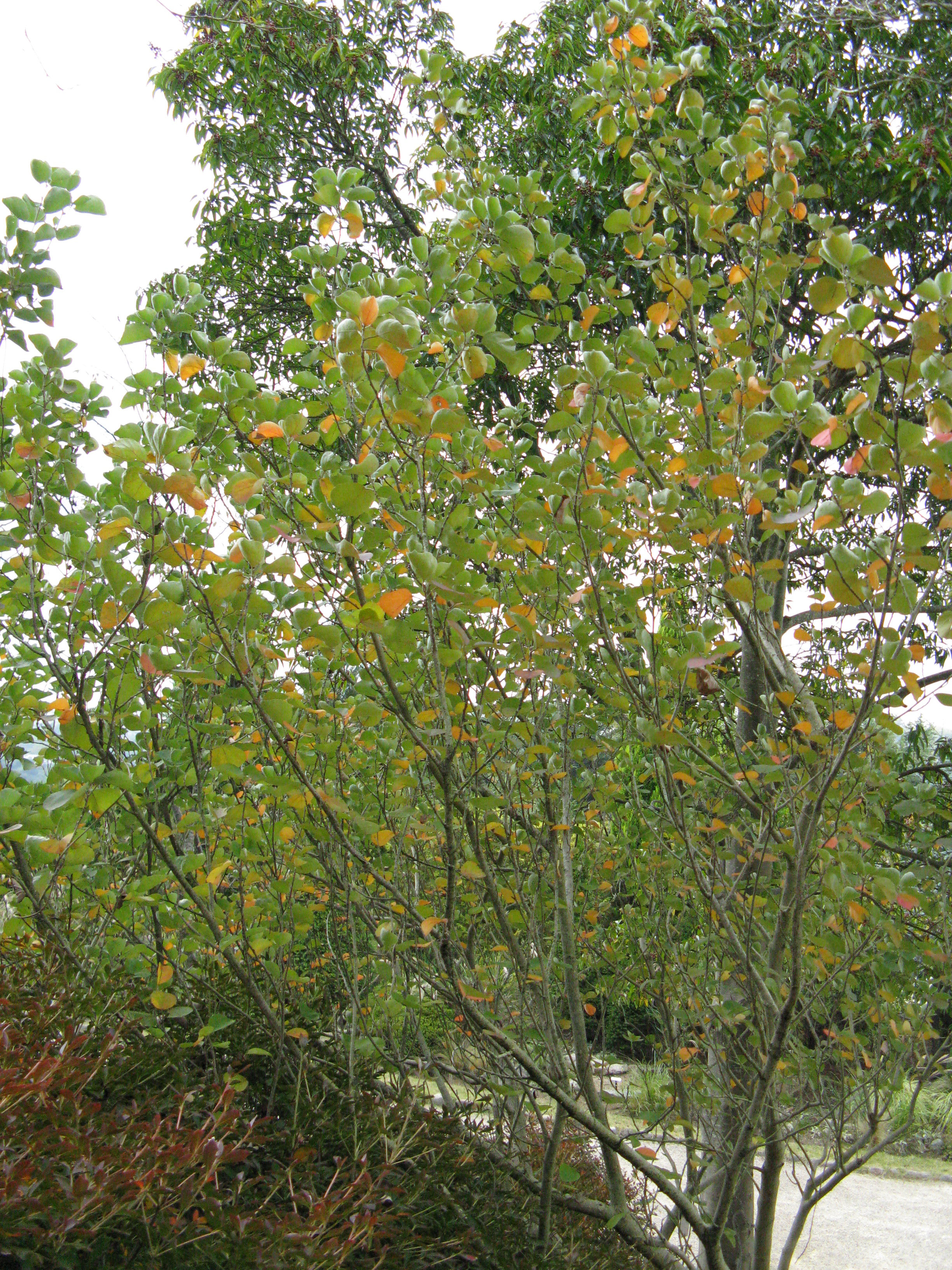
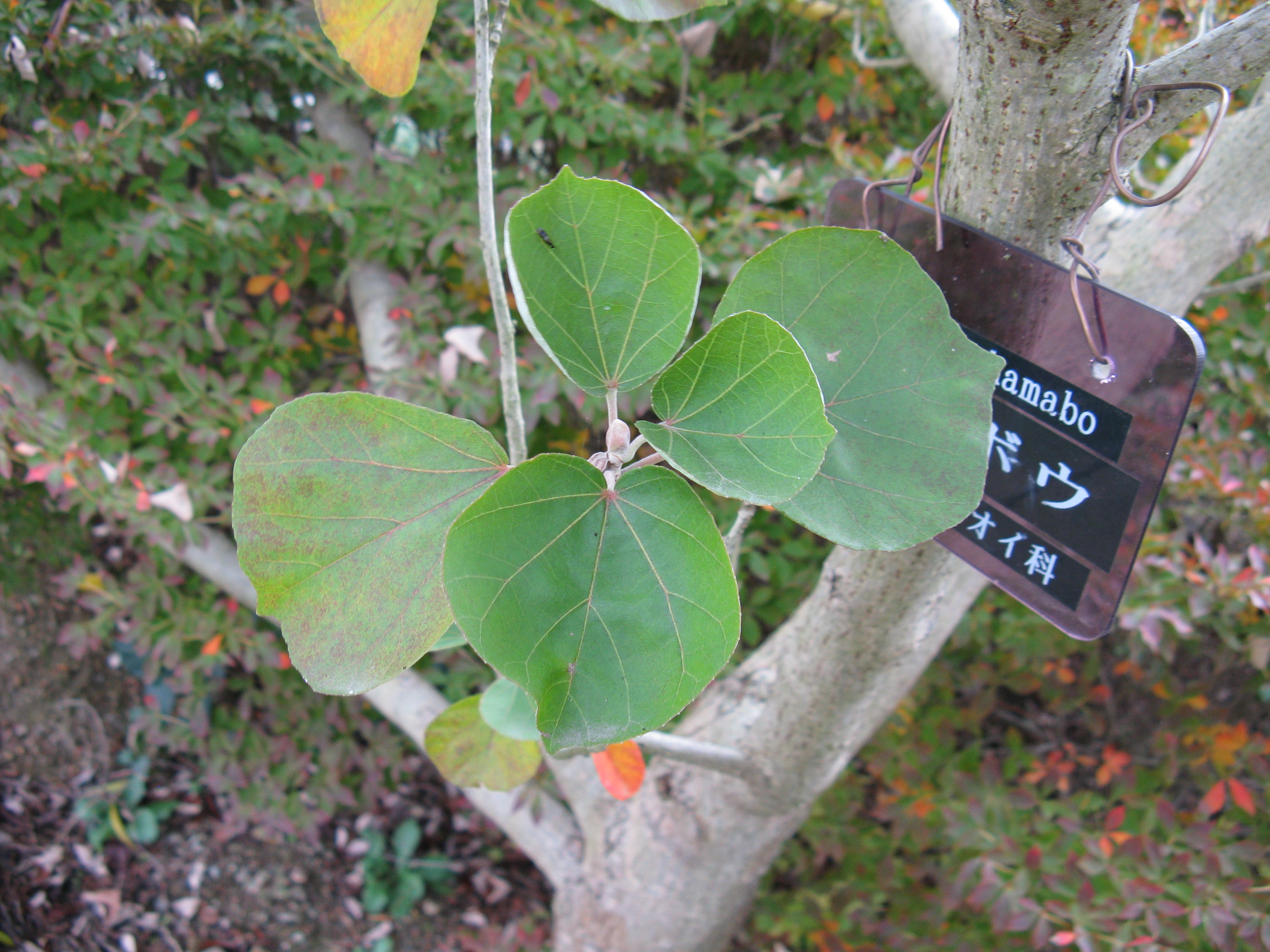
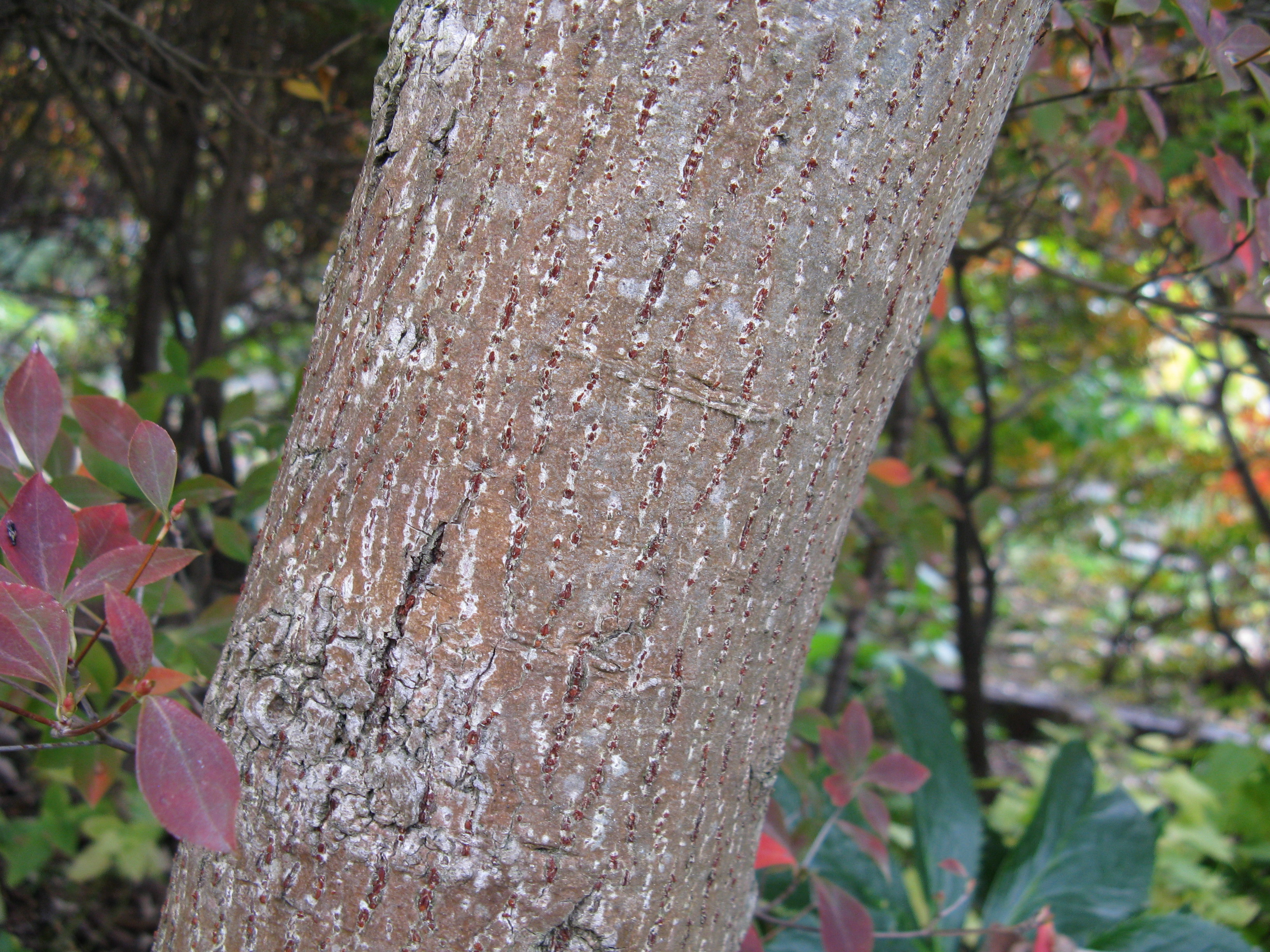
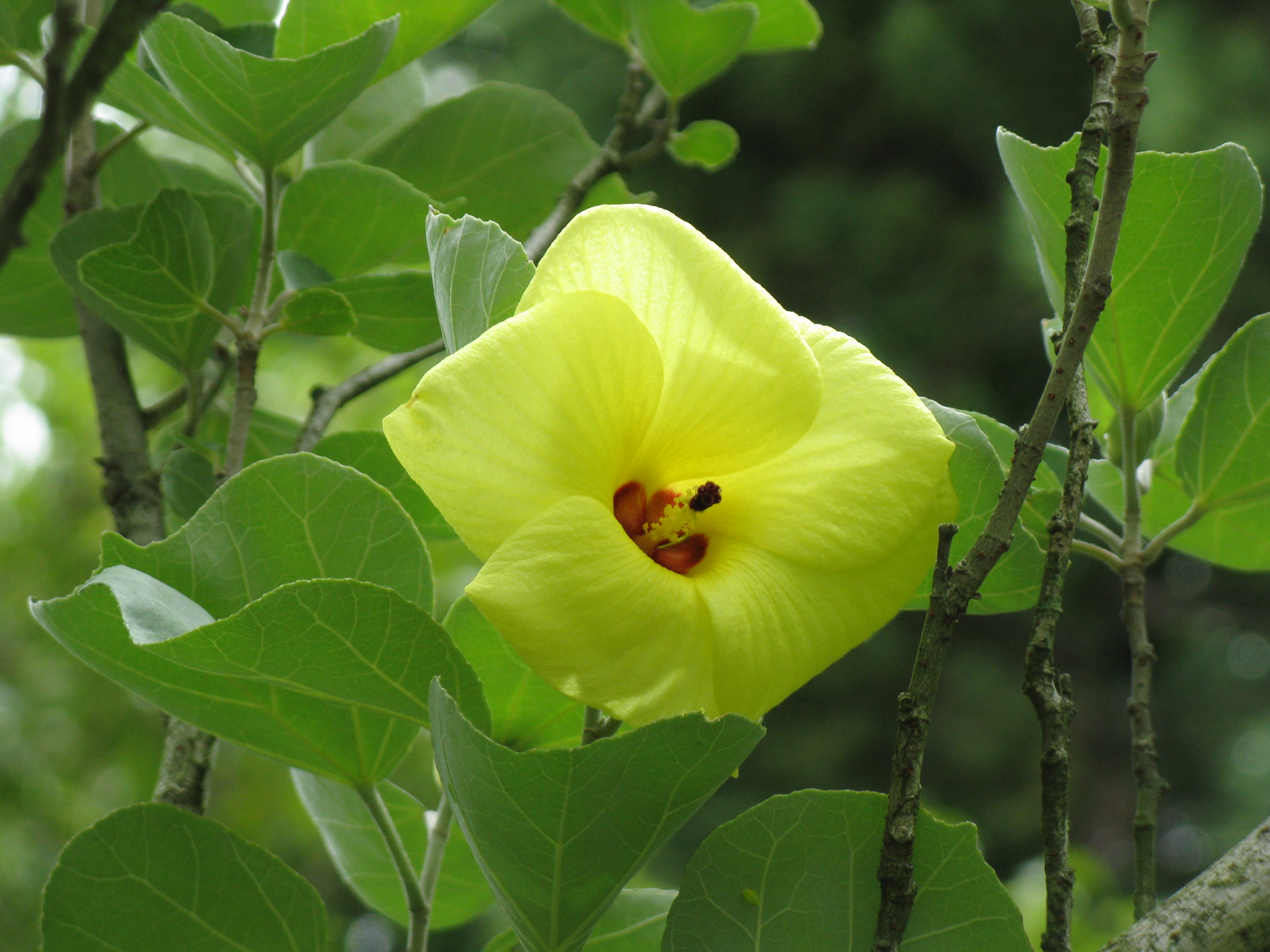
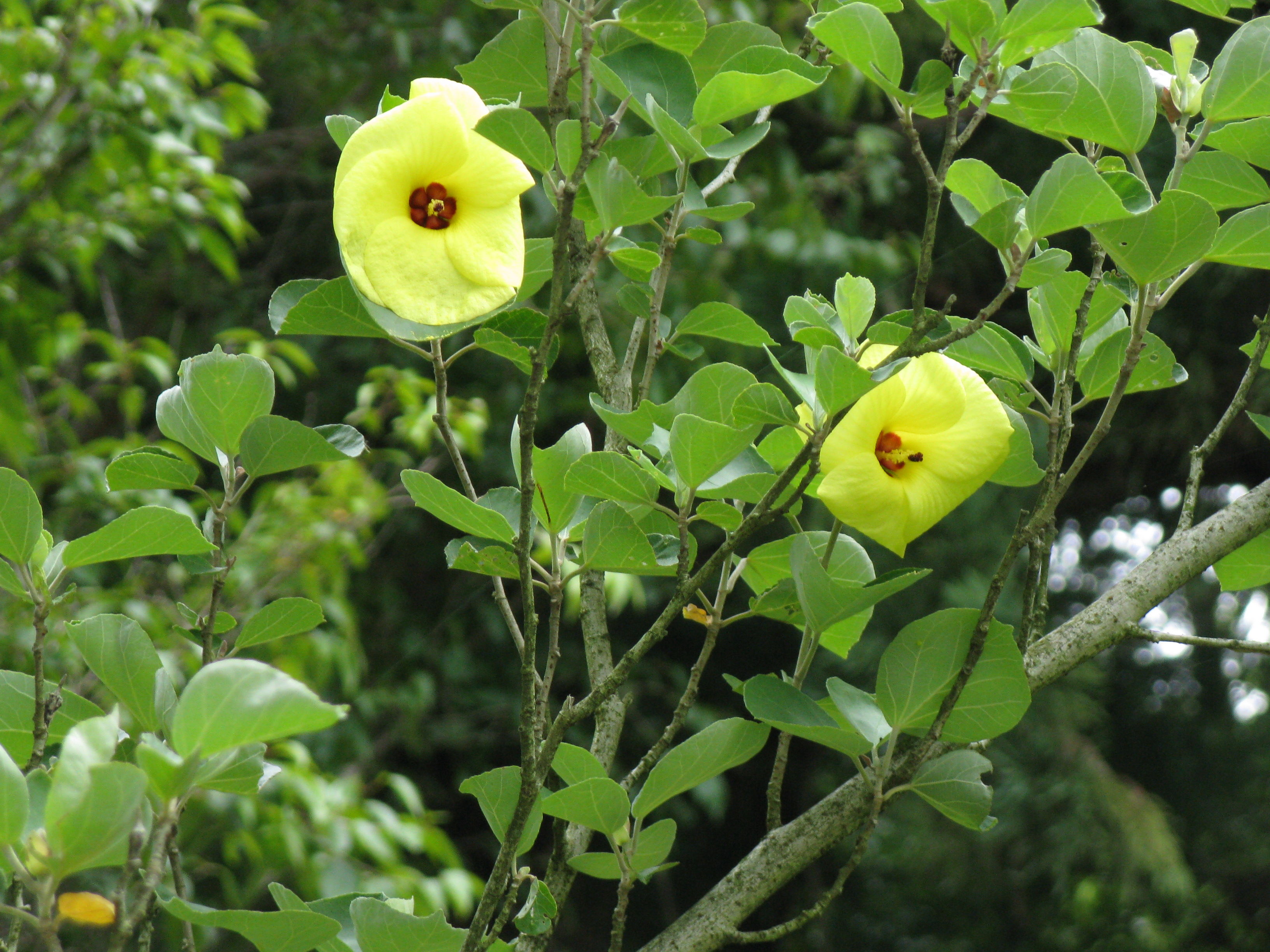